# محاصره الرستن و تلبیسه
در ۲۸ می ۲۰۱۱ در دوران اعتراضات مردمی جنگ داخلی سوریه ارتش عربی سوریه به منظور سرکوب معترضان شهر ۵۰٬۰۰۰ نفری الرستن واقع در ۲۰ کیلومتری شمال حمص و شهر همسایه تلبیسه را محاصره کرد. گفته می‌شود طی این محاصره معترضان برای نخستین بار با سلاح‌های سنگین مقابل ارتش سوریه ایستادند. اما در نهایت در ۶ ژوئیه ارتش سوریه موفق به سرکوب اعتراضات در این شهرها شد.